# Федеративні Штати Мікронезії на Олімпійських іграх
Федеративні штати Мікронезії брали участь у 5-х літніх Олімпійських іграх, дебютувавши на літній Олімпіаді у Сіднеї 2000 року. За весь час виступу країни в Іграх взяли участь 21 спортсмен (11 чоловіків та 7 жінок), які виступали у змаганнях з легкої атлетики, плавання, важкої атлетики та боротьби. У зимових Олімпійських іграх представники країни ніколи не брали участь.
Спортсмени Мікронезії ніколи не завойовували олімпійських медалей. Найвищий результат серед мікронезійскіх спортсменів на Іграх показав важкоатлет Мануель Мінгінфель, що зайняв 10-те місце у 2004 році. Даний атлет також виступав прапороносцем збірної Мікронезії на всіх Олімпійських іграх, у яких брали участь її спортсмени.
Національний олімпійський комітет Федеративних Штатів Мікронезії було створено у 1995 році та визнаний МОК у 1997 році.

## Кількість учасників на літніх Олімпійських іграх
| Вид спорту         | 2000  | 2004  | 2008  | 2012  | 2016  | Всього  |
| ------------------ | ----- | ----- | ----- | ----- | ----- | ------- |
| Легка атлетика     | 2 (1) | 2 (1) | 2 (1) | 2 (1) | 1 (1) | 10 (5)  |
| Плавання           | 2 (1) | 2 (1) | 2 (1) | 2 (1) | 1 (1) | 10 (5)  |
| Бокс               |       |       |       |       | (1)   | (1)     |
| Боротьба           |       |       |       | 1     |       | 1       |
| Важка атлетика     | 1     | 1     | 1     | 1     |       | 4       |
| Всього спортсменів | 5 (2) | 5 (2) | 5 (2) | 6 (2) | 5 (3) | 26 (11) |

- У дужках наведено кількість жінок у складі збірної